# Ghiacciaio Il Polo
Il ghiacciaio Il Polo è un piccolo ghiacciaio situato sulla costa di Ingrid Christensen, nella Terra della Principessa Elisabetta, in Antartide. Il ghiacciaio, il cui punto più alto si trova a circa 100 m s.l.m., fluisce verso nord tra il ghiacciaio Polar Times e il ghiacciaio Polarforschung, fino ad andare ad alimentare la piattaforma glaciale Pubblicazioni, a est del ghiacciaio Lambert.

## Storia
Il ghiacciaio Polar Times fu mappato e battezzato nel 1952 dal geografo americano John H. Roscoe che effettuò un dettagliato studio dell'area basandosi su fotografie aeree scattate durante l'operazione Highjump, 1946-47. Roscoe diede alla formazione il nome di "ghiacciaio Il Polo", in onore della rivista Il Polo, pubblicata dall'Istituto Geografico Polare di Forlì.